# Chironius
A Chironius a hüllők (Reptilia) osztályának pikkelyes hüllők (Squamata) rendjébe, ezen belül a siklófélék (Colubridae) családjába tartozó nem.

## Rendszerezésük
A nemet Leopold Fitzinger osztrák zoológus írta le 1826-ban,  az alábbi 22 faj tartozik ide:
- Chironius bicarinatus (Wied-Neuwied, 1820)
- Chironius brazili Hamdan and Fernandes, 2015
- Chironius carinatus (Linnaeus, 1758)
- Chironius challenger Kok, 2010
- Chironius diamantina Fernandes & Hamdan, 2014
- Chironius exoletus (Linnaeus, 1758)
- Chironius flavolineatus (Jan, 1863)
- Chironius flavopictus (Werner, 1909)
- Chironius foveatus Bailey, 1955
- Chironius fuscus (Linnaeus, 1758)
- Chironius grandisquamis (Peters, 1869)
- Chironius laevicollis (Wied-Neuwied, 1824)
- Chironius laurenti Dixon, Wiest & Cei, 1993
- Chironius leucometapus Dixon, Wiest & Cei, 1993
- Chironius maculoventris Dixon, Wiest & Cei, 1993
- Chironius monticola Roze, 1952
- Chironius multiventris K. P. Schmidt & Walker, 1943
- Chironius quadricarinatus (F. Boie, 1827)
- Chironius scurrulus (Wagler, 1824)
- Chironius septentrionalis Dixon, Wiest & Cei, 1993
- Chironius spixii (Hallowell, 1845)
- Chironius vincenti (Boulenger, 1891)